# Kem CC
Kem CC chữ viết tắt của color correct, color control hay complete correction, tạm dịch là kem điều chỉnh sắc tố da (hay làm đều màu da). Kem CC có công thức ba trong một của kem BB gồm kem lót, kem che khuyết điểm, kem nền trong cùng một sản phẩm, đồng thời thêm nhiều cải tiến mới như mỏng và mịn hơn BB. Kem CC cũng có độ che phủ tốt hơn, chứa nhiều thành phần dưỡng da hơn. Kết cấu của CC cream khá lỏng và nhẹ, lại không chứa dầu nên thích hợp thoa da dưới thời tiết nóng ẩm.
Điểm chung giữa kem BB và kem CC là điều chỉnh sắc tố da, che phủ tốt các khuyết điểm, khiến làn da đẹp tự nhiên. Điểm khác biệt khá quan trọng của hai sản phẩm này là kem CC mang đến gương mặt trắng sáng tự nhiên, điều chỉnh sắc tố da mạnh và lớp che phủ mỏng mịn hơn. Trong khi đó, kem BB tạo lớp nền dày hơn, đem lại độ che khuyết điểm tốt hơn.
Độ che phủ có thể biến đổi rất nhiều giữa các nhãn hiệu khác nhau, và sự khác biệt thường xuyên hơn không phải tối thiểu khi so sánh với kem BB. Một số người dùng thoa kem như kem lót chứ không phải thay thế cho kem nền. Chất làm ẩm da đầu tiên được quảng cáo là kem CC xuất hiện vào năm 2010, sản phẩm của nhãn hiệu Rachel K tại Singapore. Hầu hết các công ty mỹ phẩm đều cung cấp cả kem BB và kem CC mà không có thứ dẫn đầu thị trường cụ thể vào năm 2016.